# Magellán-guvat
A Magellán-guvat (Rallus antarcticus) a madarak osztályának darualakúak (Gruiformes) rendjébe és a guvatfélék (Rallidae) családjába tartozó faj.

## Rendszerezése
A fajt Phillip Parker King ausztrál ornitológus írta le 1828-ban.

## Előfordulása
Dél-Amerika déli részén, Argentína, Chile és a Falkland-szigetek területén honos. Természetes élőhelyei az édesvízi mocsarak, lápok és tavak.

## Megjelenése
Testhossza 20 centiméter.

## Természetvédelmi helyzete
Az elterjedési területe nagy, egyedszáma kicsi, széttagolt és valószínűleg hanyatló. A Természetvédelmi Világszövetség Vörös listáján sebezhető fajként szerepel.